# Stećak
Stećak (l. mn. stećci) – późnośredniowieczny rzeźbiony nagrobek kamienny z terenu Bośni i Hercegowiny, zachodniej Serbii, północnej Czarnogóry oraz środkowej i południowej części Chorwacji.
W 2016 roku stećci zostały wpisane na listę światowego dziedzictwa UNESCO.

## Nazwa
Różne nazwy nagrobków funkcjonowały równocześnie: bilig (oznaczenie), kâm (kamień), zlamen (znak), kuća (dom) i vječni dom (wieczna siedziba) a także mramorje, mramori (bloki marmurowe), kaursko groblje (cmentarz giaurów), divsko groblje (cmentarz olbrzymów) oraz  mašet czy mašete (wielkie kamienie). Współczesna nazwa stećci pojawiła się w połowie XIX wieku i wywodzi się od czasownika „stać”, oznacza „wysoki stojący kamień”. W literaturze przedmiotu stosowana jest również nazwa kamik.

## Położenie
Stećci znajdowane są na obszarze Bośni i Hercegowiny, zachodniej Serbii, północnej Czarnogóry oraz środkowej i południowej części Chorwacji, pomiędzy rzeką Sawą na północy, wybrzeżem Adriatyku na południu, regionem Lika na zachodzie i terenem zachodniej Serbii na wschodzie. Spisano ok. 70 tys. stećci w ponad 3 tys. lokalizacji: ok. 2700 znajduje się na terytorium Bośni i Hercegowiny, ok. 400 w Chorwacji, ok. 107 w Czarnogórze i ok. 200 w Serbii.

## Opis
Najprawdopodobniej stećci pojawiły się w drugiej połowie XII w., rozprzestrzeniły się w XIV–XV w. Były wznoszone głównie z wapienia – powszechnie występującego a w regionie, a także z serpentynów, łupków, zlepieńców, tufu i innych kamieni. Kamieniołomy znajdowały się w pobliżu cmentarzy, by ułatwić transport wielotonowych nagrobków, wykuwanych i często ozdabianych reliefami w kamieniołomie. Stosowano następujące motywy:
- symbole społeczne i religijne: krzyże, narzędzia, broń, półksiężyc i gwiazdy, antropomorficzne lilie, motywy solarne;
- kompozycje figuralne: przedstawienia mężczyzn i kobiet, sceny potyczek, turniejów, polowań, procesji, tańca kolo, przedstawienia zwierząt;
- motywy geometryczno-roślinne.

Najczęściej stosowanymi motywami świeckimi są herby oraz przestawienia różnych rodzajów broni: mieczy, noży, kopii, łuków i strzał. Najbardziej rozpowszechnione motywy religijne to różne formy krzyża, m.in. krzyże greckie, krzyże łacińskie, krzyże świętego Andrzeja, krzyże św. Piotra, krzyże maltańskie, krzyże lotaryńskie, swastyki. Na wielu nagrobkach znajdują się epitafia.
Stećci stawiono pionowo na grobach i orientowano z reguły na linii wschód-zachód. Jeden stećak mógł oznaczać jeden lub więcej grobów. Wyróżnia się pięć podstawowych typów stećci: płyty, skrzynie, nagrobki nakryte dachem dwuspadowym (sljemenaci) – rozpowszechnione w XV w., monumentalne krzyże i kolumny stawiane najczęściej na przełomie XV–XVI w.. Najwięcej zachowanych stećci ma formę skrzyni lub płyty. Średnia waga nagrobków to 3 tony, a największe stećci ważyły nawet 29 ton.

## Lista światowego dziedzictwa UNESCO
W lipcu 2016 stećci zostały wpisane na listę światowego dziedzictwa UNESCO. Z 28 cmentarzy, które znalazły się na liście, 20 znajduje się w Bośni i Hercegowinie, po 3 w Serbii i Czarnogórze oraz 2 w Chorwacji.
| Numer | Zdjęcie | Nazwa                                 | Państwo              | Współrzędne geograficzne                        |  |
| ----- | ------- | ------------------------------------- | -------------------- | ----------------------------------------------- |  |
| 1     |         | Radimlja, Stolac                      | Bośnia i Hercegowina | 43°05′32″N 17°55′27″E/43,092222 17,924167       |  |
| 2     |         | Grčka glavica, Konjic                 | Bośnia i Hercegowina | 43°29′48″N 18°17′18″E/43,496667 18,288333       |  |
| 3     |         | Kalufi, Krekovi                       | Bośnia i Hercegowina | 43°18′47,5″N 18°11′47,3″E/43,313194 18,196472   |  |
| 4     |         | Borak, Burati Rogatica                | Bośnia i Hercegowina | 43°50′13,00″N 18°53′04,05″E/43,836944 18,884458 |  |
| 5     |         | Maculje, Novi Travnik                 | Bośnia i Hercegowina | 44°03′02″N 17°40′30″E/44,050556 17,675000       |  |
| 6     |         | Dugo polje, Blidinje                  | Bośnia i Hercegowina | 43°39′47,6″N 17°32′35,0″E/43,663222 17,543056   |  |
| 7     |         | Gvozno, Kalinovik                     | Bośnia i Hercegowina | 43°33′27,6″N 18°26′18,0″E/43,557667 18,438333   |  |
| 8     |         | Grebnice, Baljci                      | Bośnia i Hercegowina | 42°54′16,5″N 18°27′52,0″E/42,904583 18,464444   |  |
| 9     |         | Bijača, Ljubuški                      | Bośnia i Hercegowina | 43°07′44,9″N 17°35′37,0″E/43,129139 17,593611   |  |
| 10    |         | Olovci, Kladanj                       | Bośnia i Hercegowina | 44°17′16″N 18°38′52″E/44,287778 18,647778       |  |
| 11    |         | Mramor, Olovo                         | Bośnia i Hercegowina | 44°06′26″N 18°31′15″E/44,107222 18,520833       |  |
| 12    |         | Kučarin, Žilići Goražde               | Bośnia i Hercegowina | 43°40′57,3″N 18°45′34,0″E/43,682583 18,759444   |  |
| 13    |         | Boljuni, Stolac                       | Bośnia i Hercegowina | 43°01′40,38″N 17°52′29,36″E/43,027883 17,874822 |  |
| 14    |         | Dolovi, Umoljani                      | Bośnia i Hercegowina | 43°39′18,50″N 18°14′13,24″E/43,655139 18,237011 |  |
| 15    |         | Luburića polje, Sokolac               | Bośnia i Hercegowina | 43°57′28,34″N 18°50′34,45″E/43,957872 18,842903 |  |
| 16    |         | Potkuk, Berkovići                     | Bośnia i Hercegowina | 43°06′35,86″N 18°07′44,24″E/43,109961 18,128956 |  |
| 17    |         | Bečani, Šekovići                      | Bośnia i Hercegowina | 44°19′40,09″N 18°50′41,78″E/44,327803 18,844939 |  |
| 18    |         | Mramor w Vrbicy, Foča                 | Bośnia i Hercegowina | 43°23′24,99″N 18°56′34,99″E/43,390275 18,943053 |  |
| 19    |         | Čengića Bara, Kalinovik               | Bośnia i Hercegowina | 43°25′14,83″N 18°24′07,24″E/43,420786 18,402011 |  |
| 20    |         | Ravanjska vrata, Kupres               | Bośnia i Hercegowina | 43°51′47,91″N 17°18′45,57″E/43,863308 17,312658 |  |
| 21    |         | Velika i Mala Crljivica, Cista Velika | Chorwacja            | 43°30′55,28″N 16°55′37,90″E/43,515356 16,927194 |  |
| 22    |         | Dubravka-Sveta Barbara, Konavle       | Chorwacja            | 42°32′30,42″N 18°25′20,57″E/42,541783 18,422381 |  |
| 23    |         | Grčko groblje, Žabljak                | Czarnogóra           | 43°05′41,34″N 19°08′57,06″E/43,094817 19,149183 |  |
| 24    |         | Bare Žugića, Žabljak                  | Czarnogóra           | 43°06′N 19°10′E/43,100000 19,166667             |  |
| 25    |         | Grčko groblje, Plužine                | Czarnogóra           | 43°20′30,18″N 18°51′00,00″E/43,341717 18,850000 |  |
| 26    |         | Mramorje, Perućac Bajina Bašta        | Serbia               | 43°57′28″N 19°25′49″E/43,957778 19,430278       |  |
| 27    |         | Mramorje, Rastište Bajina Bašta       | Serbia               | 43°56′45″N 19°21′13″E/43,945833 19,353611       |  |
| 28    |         | Grčko groblje, Hrta Prijepolje        | Serbia               | 43°17′56″N 19°37′28″E/43,298889 19,624444       |  |